# کیم کوت-بی
کیم کوت-بی (کره‌ای: 김꽃비؛ انگلیسی: Kim Kkot-bi؛ زادهٔ ۲۴ نوامبر ۱۹۸۵) بازیگر اهل کره جنوبی است. 
سیلاب های نام کوچکش به طور تحت‌اللفظی به معنای «گل» (کره‌ای: 꽃; لاتین‌نویسی اصلاح‌شده: kkot) و «باران» ((کره‌ای: 비; لاتین‌نویسی اصلاح‌شده: bi) است.
از آثاری که در آن‌ها ایفای نقش کرده می‌توان به روابط خانوادگی و پلوتو اشاره کرد.